# Linia kolejowa nr 370
Linia kolejowa nr 370 – jednotorowa, niezelektryfikowana, drugorzędna linia kolejowa znaczenia państwowego łącząca stację Zielona Góra Główna ze stacją Żary.